# Улица Героев УПА (Львов)
Улица Героев Украинской повстанческой армии — одна из магистральных улиц во Франковском районе Львова (Украина). Находится в исторической местности Новый Свет. Соединяет улицы Бандеры и Кульпарковскую, проходит параллельно улицам Антоновича и Городоцкой. В застройке улицы присутствуют модерн, польский и советский конструктивизм, «сталинки». Улица имеет одностороннее движение (в сторону от центра города). По улице проложены троллейбусные линии, работают маршруты № 2, № 9 и № 10.

## Названия
- До 1870 года — Кладбищенская боковая (так как пролегала неподалёку от Городоцкого кладбища) и Пиллеровка (в честь львовских издателей XIX века Пиллеров).
- 1871—1919 годы — улица Пильная.
- 1919—1941 годы — улица Львовских детей в честь молодых львовян, погибших в составе австрийской армии во время Первой мировой войны.
- 1941—1944 годы — Гинденбургштрассе, в честь немецкого военачальника Пауля фон Гинденбурга
- С 1944 года — улица Тургенева, в честь русского писателя XIX века Ивана Тургенева.
- В 2008 году переименована в улицу героев Украинской повстанческой армии. За это решение проголосовали 69 из 90 депутатов львовского городского совета, против не проголосовал никто, остальные 16 депутатов, находившиеся в зале, не приняли участие в голосовании[1]. Против такого решения выступили львовские коммунисты[2]. Консул Российской Федерации во Львове Евгений Гузеев назвал это решение горсовета «недружественным шагом по отношению к России»[3].

## Здания
- № 23. При Польше занимала пекарня Финстера, в советский и современный период — Львовские городские электросети (Франковского района).
- № 25/27. При Польше фабрика электрических ламп Zareg, ныне — оптовая база.
- № 35. Баня, здание начала 1960-х.
- № 72. Бывший корпус обанкротившегося Львовского завода телеграфной аппаратуры, ныне здание используется под офисы.
- № 73 Главный корпус практически ликвидированного завода кинескопов (построен в 1954 году). Здания предприятия занимают территорию между улицами Антоновича, Героев УПА, Железняка и Кульпарковской, частично разрушены, частично используются как офисные, торговые или производственные помещения других организаций. В здании завода в советское время находилась вечерняя средняя школа рабочей молодежи № 17 с русским языком обучения.
- № 74. Шестиэтажный корпус 1960-х годов, построенный для Львовского завода телеграфной аппаратуры.
- № 80. Здание начала 1970-х, построенное для столовой завода кинескопов и детского сада. С 1990-х здание занимают ночной клуб «Лерой» и ресторан.

## Галерея
- Бывшие корпуса завода «Кинескоп»
- Бывшие корпуса завода телеграфной аппаратуры
- Микрорайон электролампового завода, конец 1940-х годов, архитектор И. Персиков; первый жилой микрорайон советского времени во Львове[4]